# (33822) 2000 AA231
(33822) 2000 AA231 est un astéroïde troyen de Jupiter découvert en 2000.

## Description
(33822) 2000 AA231 a été découvert le 4 janvier 2000 à la Station Anderson Mesa, un des deux sites d'observation de l'observatoire Lowell en Arizona (États-Unis), par le programme Lowell Observatory Near-Earth-Object Search (LONEOS).

### Caractéristiques orbitales
L'orbite de cet astéroïde est caractérisée par un demi-grand axe de 5,20 ua, un périhélie de 4,35 ua, une excentricité de 0,16 et une inclinaison de 17,38° par rapport à l'écliptique. Du fait de ces caractéristiques, à savoir un demi-grand axe compris entre 4,6 et 5,5 ua et un périhélie inférieur à 0,3 ua, il est classé, selon la JPL Small-Body Database, astéroïde troyen de Jupiter du camp troyen. Il est situé au point de Lagrange L4 du système Soleil-Jupiter.

### Caractéristiques physiques
(33822) 2000 AA231 a une magnitude absolue (H) de 11,9 et un albédo estimé à 0,244.